# Montoulieu-Saint-Bernard
Montoulieu-Saint-Bernard är en kommun i departementet Haute-Garonne i regionen Occitanien i södra Frankrike. Kommunen ligger i kantonen Aurignac som tillhör arrondissementet Saint-Gaudens. År 2022 hade Montoulieu-Saint-Bernard 223 invånare.

## Befolkningsutveckling
Antalet invånare i kommunen Montoulieu-Saint-Bernard
Referens:INSEE